# Littérature française du XIXe siècle

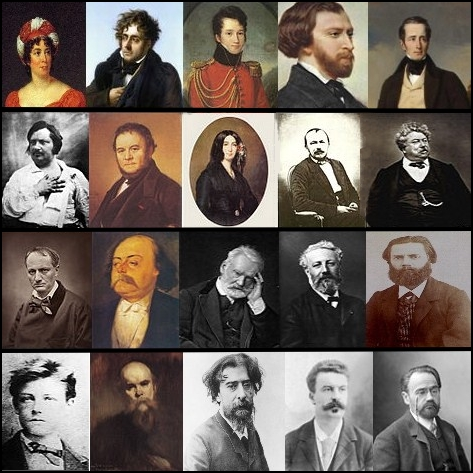
Grands écrivains français du XIXe siècle.

La littérature française du XIXe siècle s'inscrit dans une période définie par deux dates repères : 1799, date du coup d'État de Bonaparte qui instaure le Consulat et met d'une certaine façon fin à la période révolutionnaire, et 1899, moment de résolution des tensions de l'affaire Dreyfus et de la menace du boulangisme et où s'imposent finalement les valeurs de la IIIe République.
La modernité littéraire s'affirme dans ce siècle à l'histoire mouvementée avec des courants marquants qui touchent tous les arts, comme le romantisme, le réalisme, le naturalisme ou le symbolisme.
Certains auteurs comme Flaubert ou Maupassant ne veulent pas appartenir à un mouvement précis, et c'est pourquoi certaines œuvres se rapprochent d'un courant, et d'autres non.
Les œuvres de ce siècle sont multiples, particulièrement dans le domaine de la poésie (avec Lamartine, Vigny, Musset, Hugo, Baudelaire, Rimbaud, Verlaine, Mallarmé…) comme dans le domaine du roman (avec Stendhal, Balzac, Dumas, Hugo, Flaubert, Zola, Maupassant, Verne…) et dans une moindre mesure au théâtre avec le drame romantique et ses épigones (avec Musset, Hugo, Edmond Rostand…).
Siècle très riche aux œuvres qui sont, pour certaines, parfois très modernes dans leur forme (même si c'est surtout en fin de siècle, voire au début du XXe siècle que la forme de certaines œuvres, comme les calligrammes d’Apollinaire, révolutionneront l'art) ou dans leur fond (comme l'apparition du fantastique dans certains poèmes de Gérard de Nerval ou la vision originale de Baudelaire sur les femmes ou l'automne, dans Les Fleurs du Mal) le XIXe siècle reste pour la littérature française un âge d'or de la poésie et du roman.
De nombreux chefs-d'œuvre nous laissent percevoir, au-delà des courants littéraires qui se succèdent, des auteurs aux fortes personnalités artistiques qui exercent une influence grandissante sur le peuple.

## Contexte

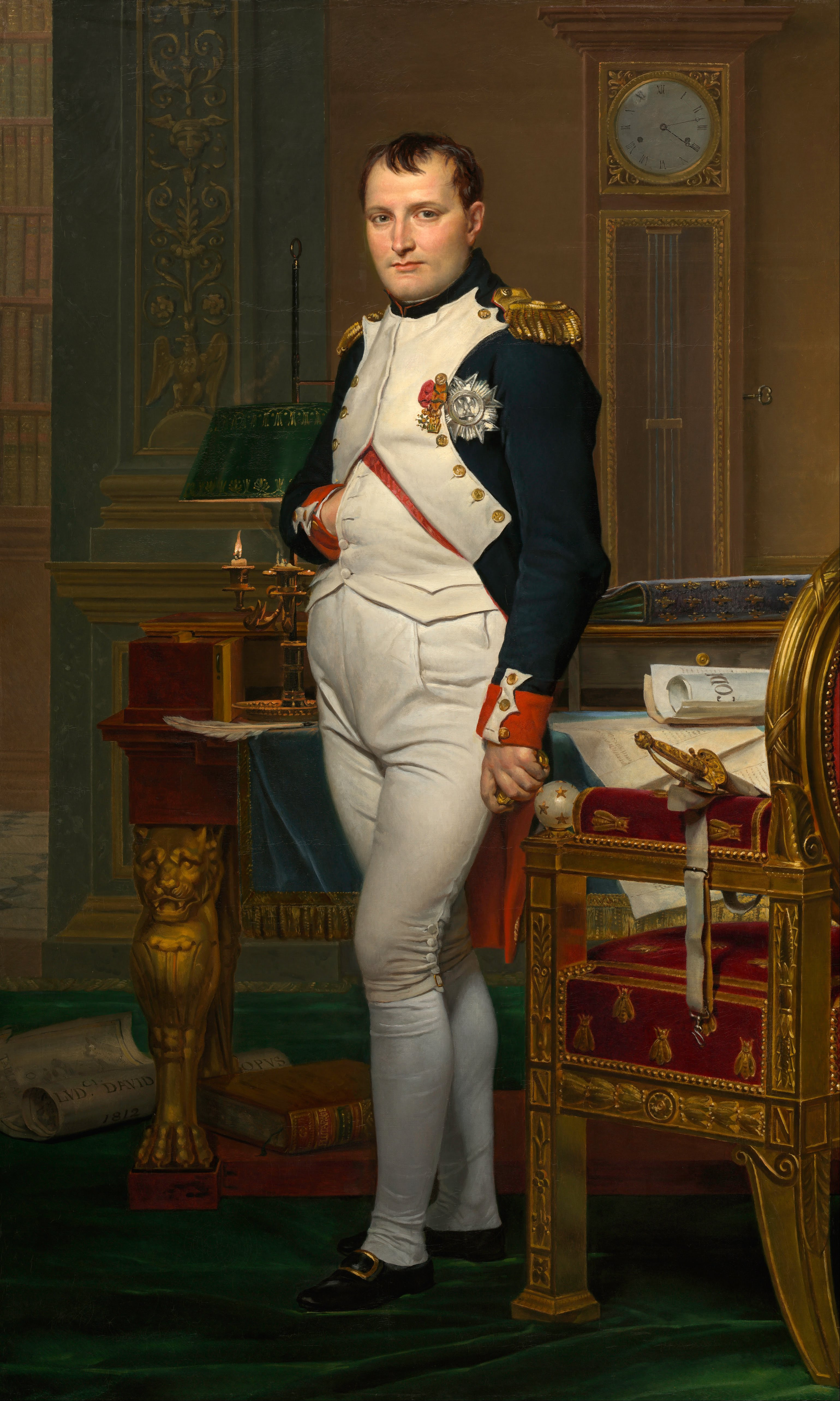
Napoléon Ier en 1812.

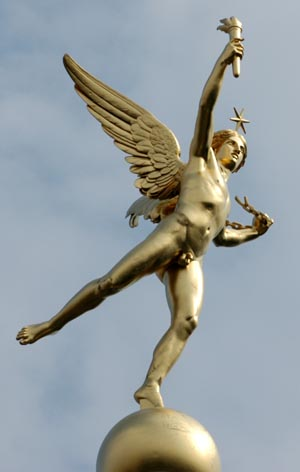
Génie de la Liberté – colonne de Juillet.

Ce siècle des Révolutions (Restauration – Révolution de juillet 1830 et de 1848 – Commune de Paris en 1871) voit se succéder des systèmes politiques différents (Premier Empire - monarchie d'Ancien Régime restaurée – monarchie constitutionnelle – éphémère IIe République - Second Empire – IIIe République) qui cherchent à répondre (ou à s'opposer) aux aspirations démocratiques nouvelles et aux transformations économiques qui s'accélèrent avec l'industrialisation, la colonisation et les conflits entre les puissances européennes.

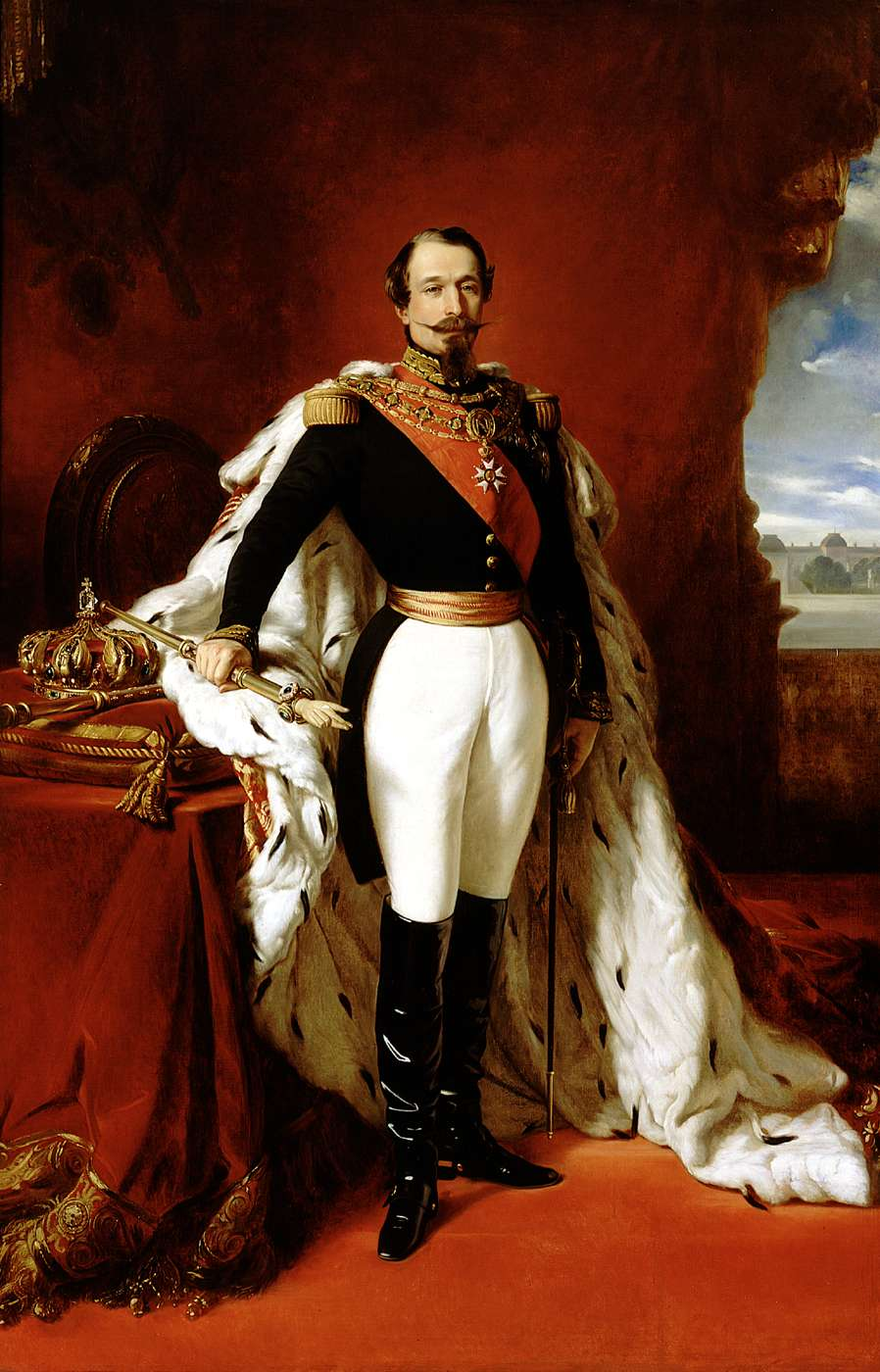
Napoléon III.

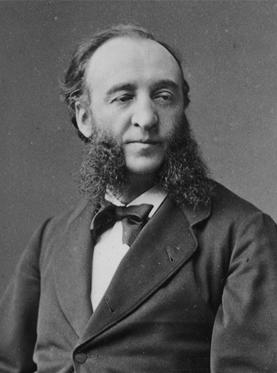
Jules Ferry.

Les changements de société sont extrêmement importants tout au long du siècle avec par exemple l'instruction publique qui finit par devenir générale et qui, accompagnée par de remarquables progrès scientifiques et techniques, participe à l'évolution des mentalités. L'aristocratie et l'Église perdent peu à peu leurs positions de force et une société laïque s'installe à la fin du siècle, marquée aussi par le poids croissant de la bourgeoisie et de la classe ouvrière qui s'affrontent. La République s'impose finalement à tous et vote des lois sociales tout en organisant les conquêtes coloniales et en préparant la revanche contre l'Allemagne. Les auteurs rendent compte de ces transformations dans leurs œuvres et pour une part d'entre eux s'engagent dans les camps politiques, progressistes (comme Lamartine, Hugo ou Zola) ou parfois réactionnaires comme Maurice Barrès, ou Léon Daudet (Le Stupide XIXe siècle). Ils se rejoignent cependant souvent pour exalter la figure de l'artiste libre contre le bourgeois vulgaire et matérialiste, en créant le mythe de l'artiste bohème et rejeté qu'illustre notamment la figure du peintre ou du poète maudit. Alors que la grande majorité des écrivains du XVIIe siècle étaient des courtisans à la recherche de mécénats et de protections, ce siècle est emblématique d'une nouvelle éthique de vérité (contre la morale religieuse sous la Restauration ou la morale bourgeoise qui prévaut sous le second Empire) de l'écrivain, exprimée à l'origine par Voltaire, consistant en son autonomisation progressive par rapport aux pouvoirs (politiques, religieux). Cette éthique se construit dans le cadre de la lutte pour la liberté d'expression et l'avènement d'un régime de liberté de presse avec en corollaire une responsabilité accrue de ces écrivains dont les pouvoirs veulent désormais qu'ils répondent de leurs œuvres : ce siècle est marqué par des procès littéraires et des emprisonnements dont l'écrivain (comme Flaubert, Paul-Louis Courier, Pierre-Jean de Béranger) en fait un titre de gloire.
Dans le domaine des arts, en France, à côté d'un néo-classicisme officiel et académique (allant parfois jusqu'à l'art pompier), on retrouve les grands courants esthétiques du siècle comme le romantisme avec Delacroix ou Berlioz et, plus tard, le réalisme avec Courbet et, à la même période, en musique Gounod, Delibes et Bizet. Dans les dernières années du Second Empire s'impose peu à peu l'Impressionnisme auquel on peut rattacher Manet, Monet ou Renoir, pour ne citer que les plus grands. La fin du siècle est plus diverse avec des mouvements comme le pointillisme ou le groupe des Nabis et des personnalités comme Cézanne, Gauguin ou Van Gogh, ou du sculpteur Rodin, alors que Gabriel Fauré, Camille Saint-Saëns, Jules Massenet puis Claude Debussy dominent la composition musicale française.
Pour avoir un panorama littéraire du siècle précédent on se reportera à Littérature française du XVIIIe siècle.

## La richesse littéraire duXIXesiècle

### La poésie duXIXesiècle

#### Le romantisme

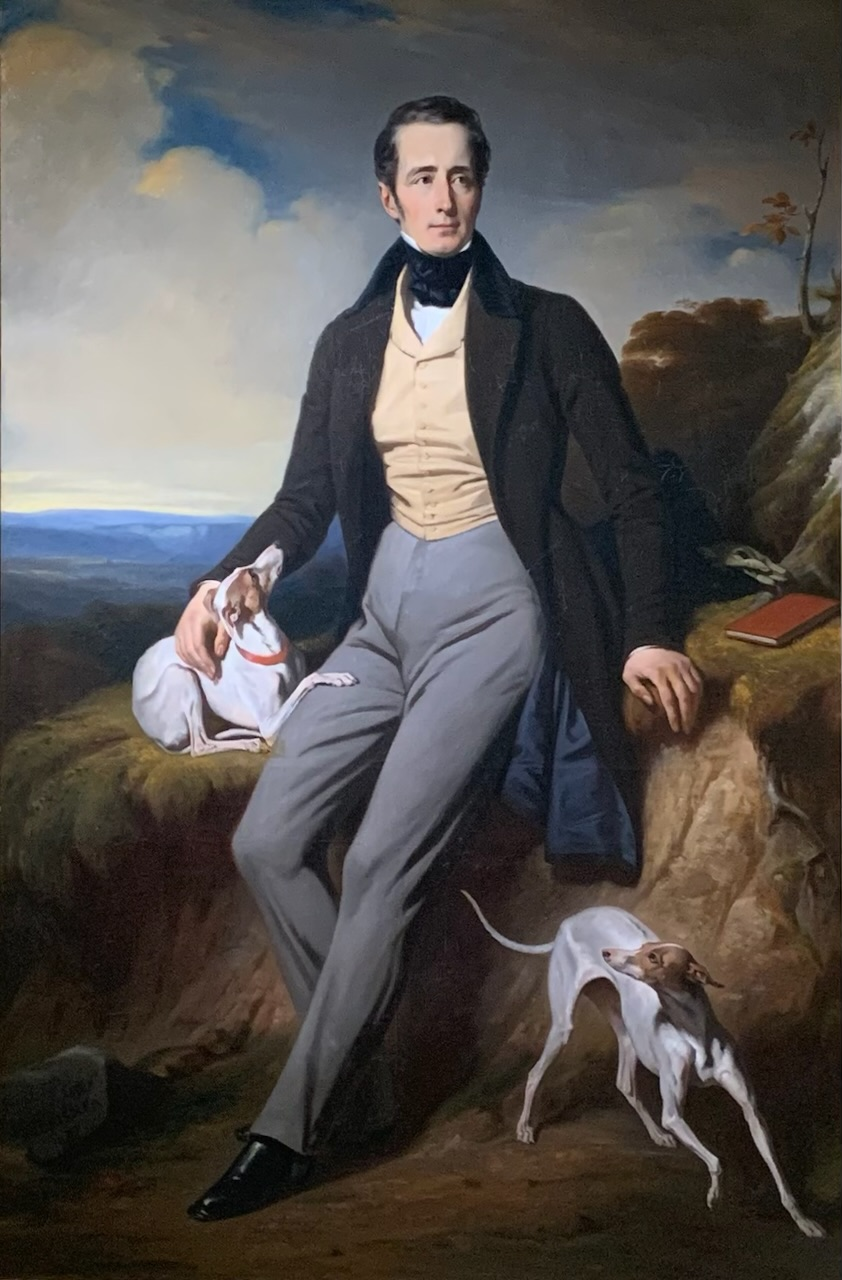
Lamartine.

Le romantisme nourrit toute la première moitié du XIXe siècle et pour la poésie plus précisément les années 1820- 1850 : par convention, des Méditations poétiques de Lamartine, en 1820, aux Contemplations de Victor Hugo en 1856. Le romantisme naît en réaction aux Lumières et à leurs idées : face à la science et la raison, les Romantiques prônent l'expression exaltée des sentiments. Face à l'industrialisation, les Romantiques mettent en avant une nature vierge et sauvage : en effet, les Romantiques sont pour la plupart allés en Amérique ou en Orient, et ils se sont donc inspirés de leurs voyages. Enfin, face au refus de la religion catholique des Lumières et de la Révolution, les héros romantiques vivent de nombreuses aventures mystiques, et découvrent la beauté de la religion.
Aussi, le mouvement européen fait une place toute particulière au lyrisme et à l'effusion du moi avec un goût marqué pour la mélancolie : les poètes vont donc exprimer leur mal de vivre et leurs souffrances affectives en méditant sur la mort, sur Dieu, sur l'amour (la plupart du temps déçu par la mort ou la séparation), la fuite du temps, ainsi que sur la gloire, et au-delà de ces thèmes lyriques traditionnels sur la fonction du poète (Hugo) et sur une perception plus originale du fantastique avec Gérard de Nerval, Charles Nodier ou Aloysius Bertrand.
Au-delà des thèmes conventionnels, les poètes romantiques revendiqueront un assouplissement de l'expression versifiée à la recherche d'une plus grande musicalité et de quelques audaces dans les mots et dans les images, chez Victor Hugo en particulier.
Cette recherche de nouveauté se concrétisera aussi par « l'invention » du poème en prose par Aloysius Bertrand (1807 - 1841) dans Gaspard de la nuit, publié en 1842 après sa mort, où il nous fait entrer dans un monde onirique, et qui initie une forme que reprendront plus tard Baudelaire et Rimbaud.

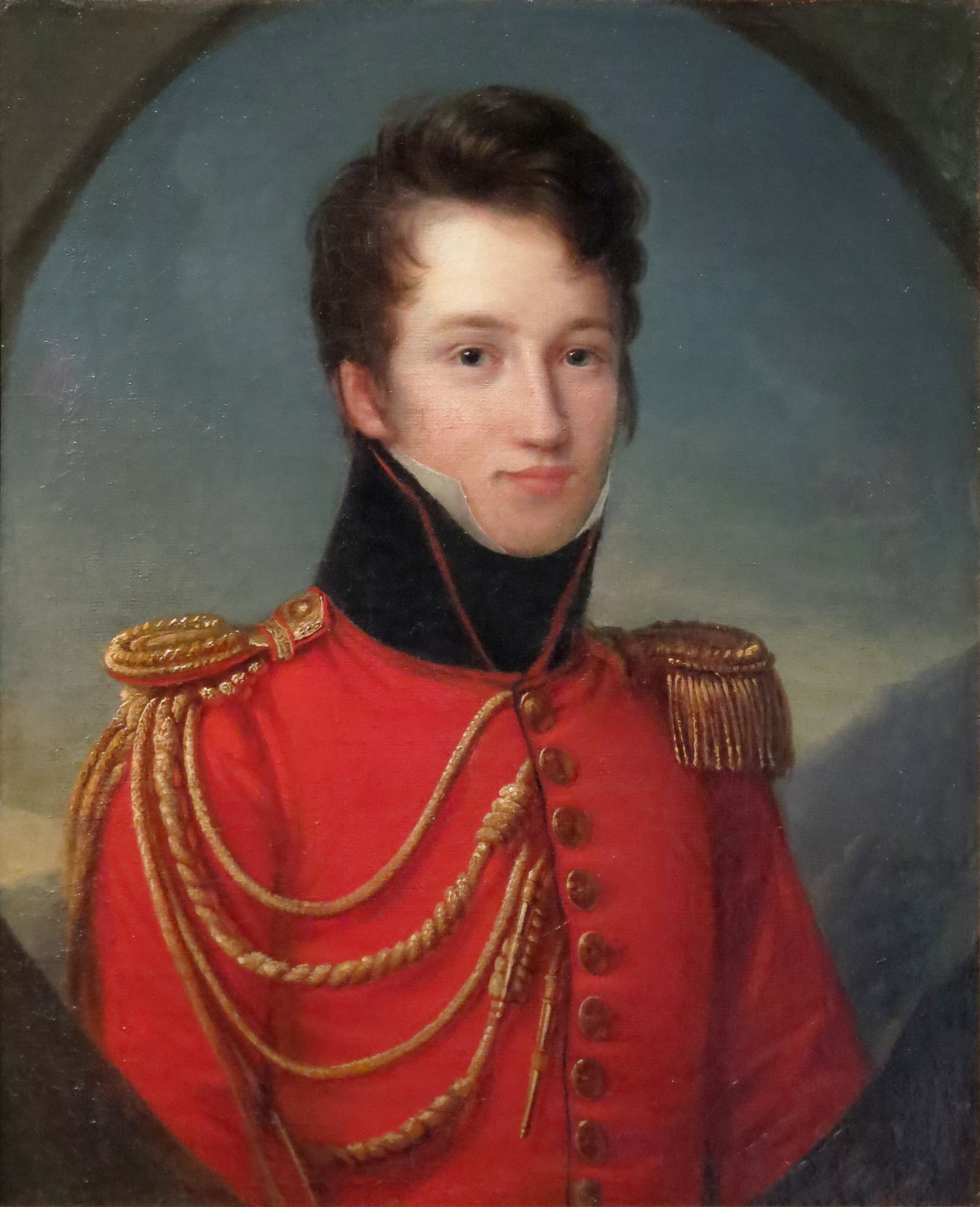
Vigny.

Poésie de la sensibilité et d'une certaine musicalité, la poésie romantique se plaît dans des poèmes plutôt longs que la génération suivante trouvera pesante, oratoire, bavarde et convenue (Rimbaud parlera de « la forme vieille »), avec des exceptions notoires comme Nerval et son recueil des Chimères (1854) ; certains poèmes de cette période constituent cependant des pièces de référence qui touchent encore le lecteur d'aujourd'hui.
Néanmoins, le Romantisme sera très critiqué dans la seconde moitié du XIXe siècle. De grands auteurs comme Maupassant ou Flaubert ironiseront souvent sur la religion et le Romantisme. On peut par exemple citer Une vie de Maupassant ou Madame Bovary de Flaubert, qui tournent en ridicule la religion et le Romantisme.
Mentionnons les œuvres principales de cette époque romantique marquée par une création abondante :
Alphonse de Lamartine (1790-1869) : l'initiateur, lyrique et religieux. Recueil : Méditations poétiques (1820) (poèmes : Le lac - Le vallon.…) - Harmonies Poétiques et Religieuses (1830).

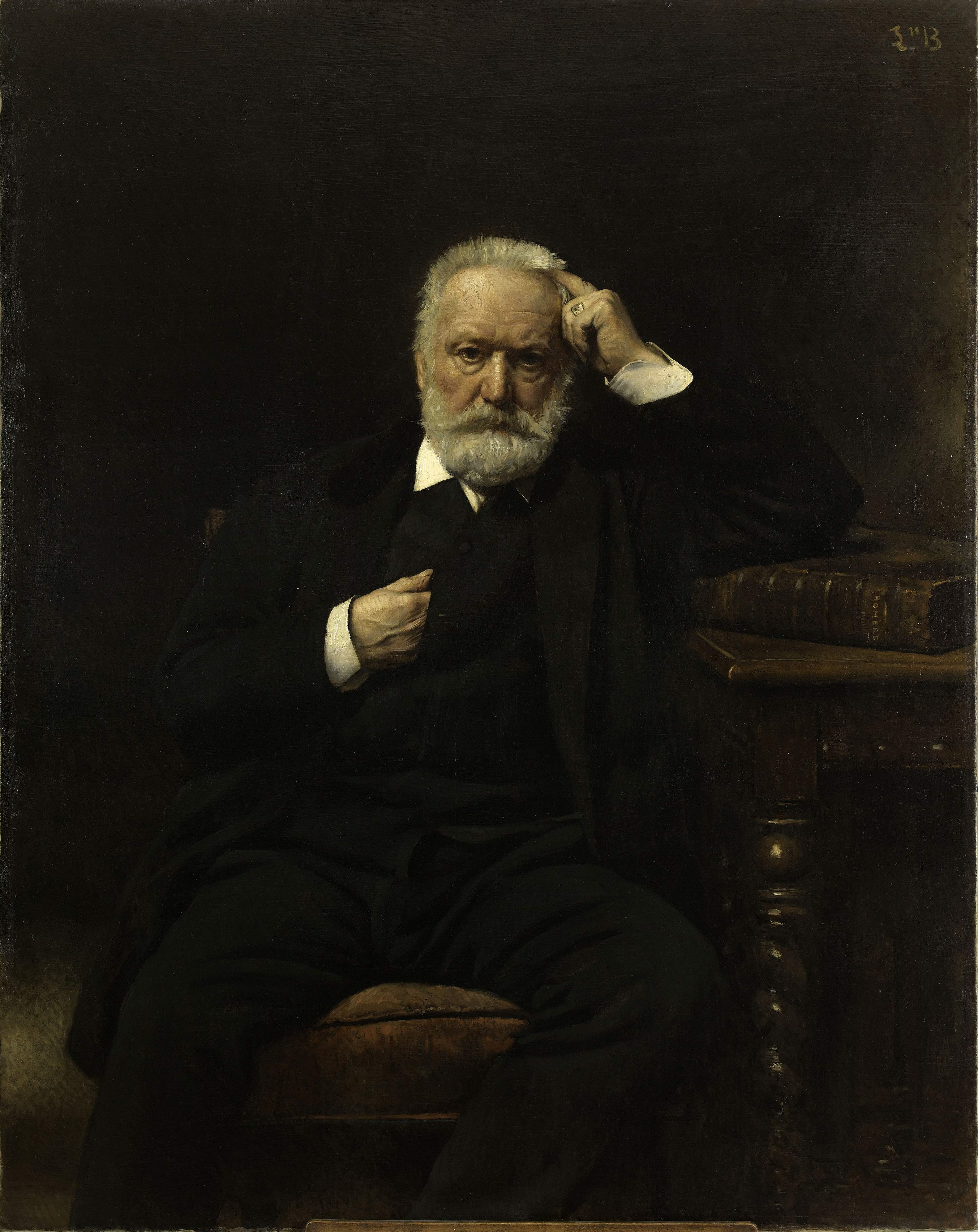
Victor Hugo.

Alfred de Musset (1810-1857) sensible et émouvant : Les Nuits (1835-1837).

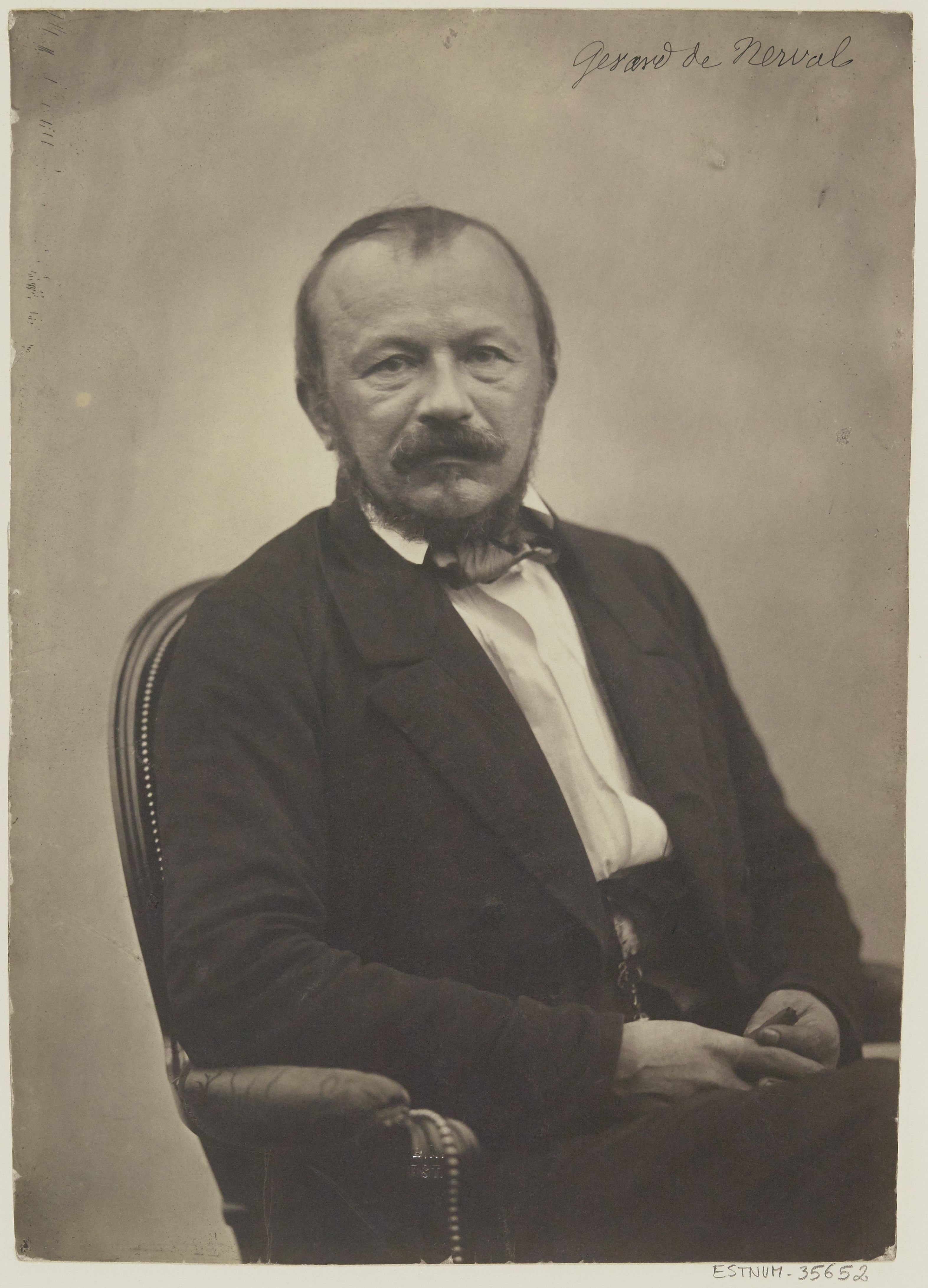
Nerval.

Alfred de Vigny (1797-1863), métaphysique et sombre : Les Destinées (1864) (poèmes : Le cor - Moïse - La Mort du loup - La Maison du berger…).
Victor Hugo (1802-1885) couvre tout le siècle avec sa poésie multiforme. Recueils : Les Orientales (1829) (poème : Les Djinns) - Les Feuilles d'automne (1831) (Ce siècle avait deux ans…) - Les Chants du crépuscule (1835) (Les Semailles) - Les Voix intérieures (1837) (A Eugène, vicomte H.) - Les Rayons et les Ombres (1840) (Fonction du poète - Tristesse d'Olympio - Oceano Nox) - Les Châtiments (1853) (O Soldats de l'an deux ! - Souvenir de la nuit du 4 - L'expiation : « Il neigeait…/Waterloo ») - Les Contemplations (1856) (Demain dès l'aube… - A Villequier - Le Mendiant - Ce que dit la bouche d'ombre) - La Légende des Siècles (1859-1883) (La conscience : Caïn - Booz endormi - L'aigle du casque - Les Pauvres gens).
Gérard de Nerval (1808 – 1855), dense et mystérieux : Les Chimères

#### Le Parnasse
L'influence du Parnasse n'est pas à négliger : la densité et l'expressivité seront retenues par les poètes suivants et c'est d'ailleurs à Théophile Gautier que Baudelaire dédiera Les Fleurs du mal et à Théodore de Banville que le jeune Rimbaud écrira en 1870. Le recueil tardif des Trophées de José-Maria de Heredia en 1893 témoigne aussi de la pérennité de l'approche parnassienne, symbolisée par la forme contraignante du sonnet.

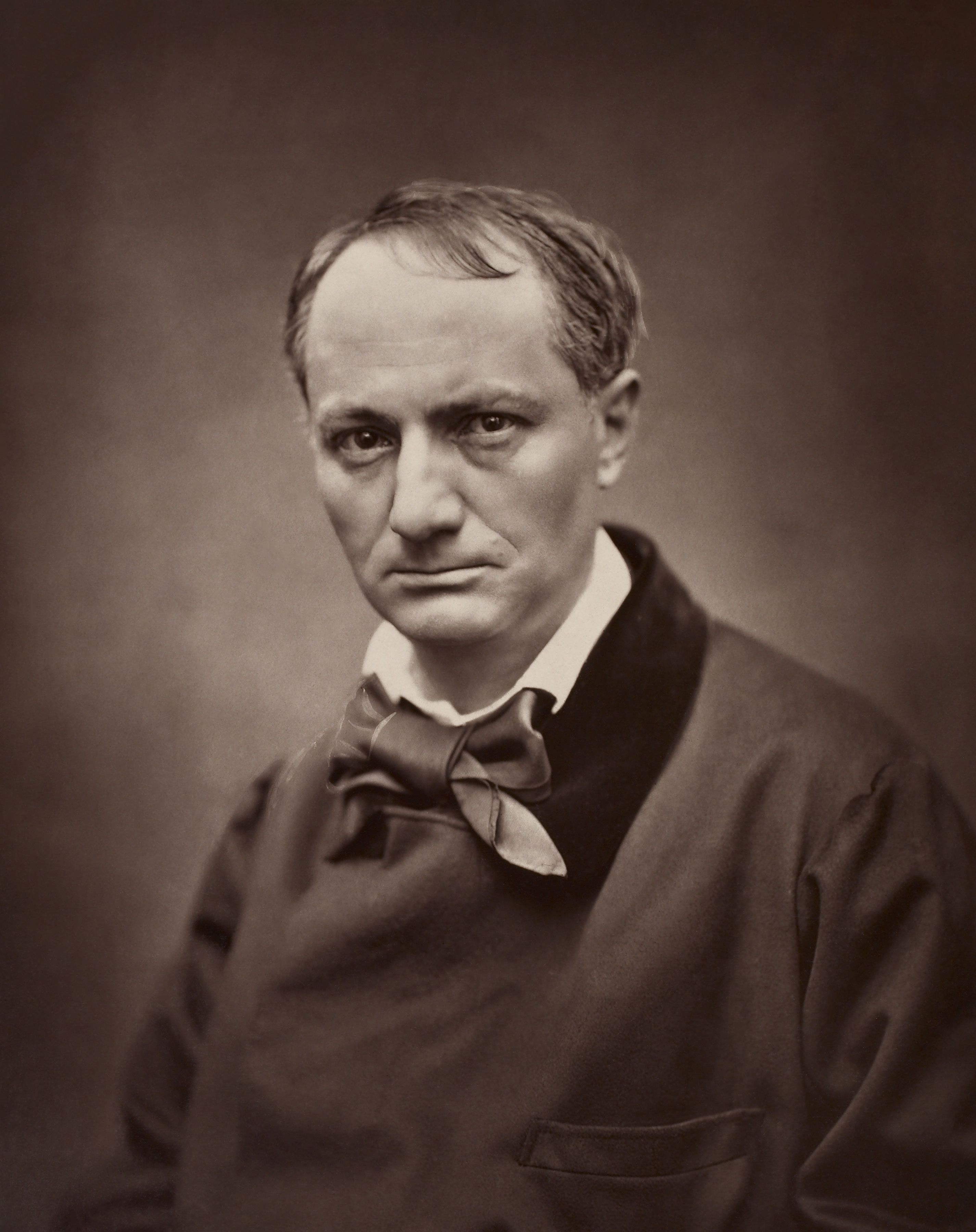
Baudelaire.

Charles Baudelaire (1821 – 1867) est l'un des poètes majeurs du XIXe siècle. Associant le souci formel des poèmes courts (ou plutôt courts) et le réalisme (Une charogne – Tableaux parisiens…) à l'expression d'une angoisse existentielle partagée entre le Spleen et l'Idéal (Harmonie du soir – La cloche fêlée – La Mort des pauvres), il a su réussir une « alchimie poétique » exemplaire en extrayant Les Fleurs du mal dans son recueil publié en 1857 (condamné partiellement pour outrage aux bonnes mœurs et à la morale publique) qui contient ce vers révélateur : « Tu m'as donné ta boue et j'en ai fait de l'or ». Poète du monde réel et de la beauté, du bonheur et de la souffrance, de la morbidité et du péché, il a en grande partie fondé le type du poète tourmenté et inadapté au monde. Baudelaire a également donné au poème en prose sa notoriété avec ses Petits poèmes en prose (Le port – Un hémisphère dans une chevelure…).

#### Les poètes de la fin du siècle

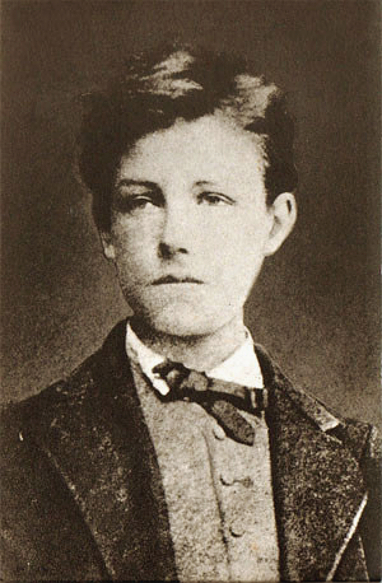
Rimbaud.

Les figures de Verlaine (1844 – 1896) et de Rimbaud (1854 – 1891) prolongent le type du poète maudit par leurs vies hors des normes sociales. Si Arthur Rimbaud (Une saison en enfer - Illuminations) reste comme le « voleur de feu », le voyant et l'aventurier éphémère de la poésie avec ses fulgurances et ses révoltes, Paul Verlaine, avec une œuvre plus longue, est associé à la musicalité, au lyrisme mélancolique et à une sorte d'impressionnisme avec son art de la nuance, « Sans rien en lui qui pèse ou qui pose ». (Poèmes saturniens – Les Fêtes galantes – Sagesse...). On peut leur adjoindre Lautréamont (1846 – 1870) qui laisse inachevé Les Chants de Maldoror, prose flamboyante de révolte contre Dieu et la société que découvriront les Surréalistes.

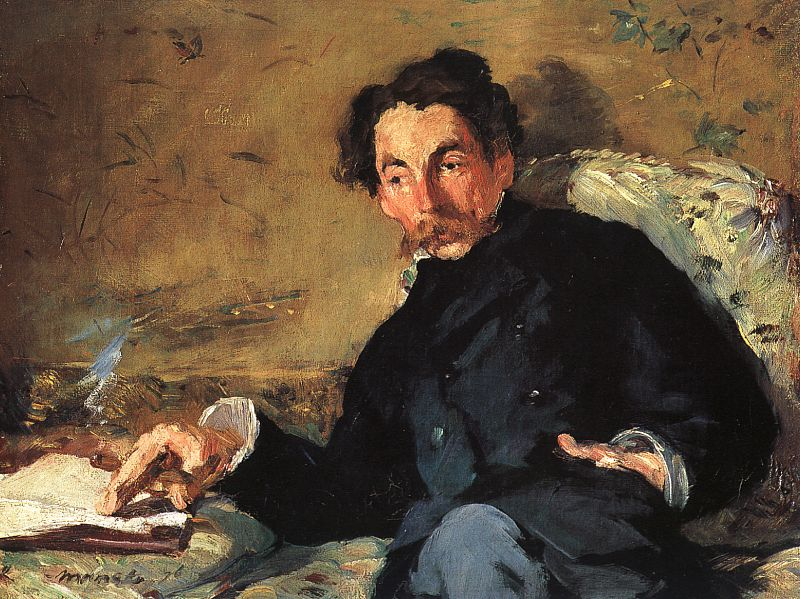
Mallarmé.

Mallarmé (1842 – 1898) recherche quant à lui le raffinement et la concision parfois hermétique dans une œuvre rare (L'Après-midi d'un faune - Poésies, regroupement posthume) qui influencera Paul Valéry.
Les années 1880 voient s'affirmer des courants aux contours incertains comme le décadentisme et le symbolisme qui ont en commun l'éclatement de la forme poétique avec l'utilisation du vers libre et le refus du prosaïsme au bénéfice de la suggestion avec un goût pour le raffinement et l'irrationnel. On peut citer les noms de Jean Moréas, Henri de Régnier, Albert Samain, Georges Rodenbach. La fantaisie de Charles Cros et Jules Laforgue, n'est parfois pas si loin des chansons d'Aristide Bruant, lui-même lointain successeur de Béranger.

### Le théâtre duXIXesiècle
Le théâtre devient un divertissement pour toutes les couches sociales au cours du XIXe siècle avec une grande variété de salles et de genres. C'est aussi l'époque de l'extraordinaire célébrité des comédiens comme François-Joseph Talma, Frédérick Lemaître (cf. le film de Marcel Carné Les Enfants du Paradis), Marie Dorval, Rachel et plus tard Sarah Bernhardt.

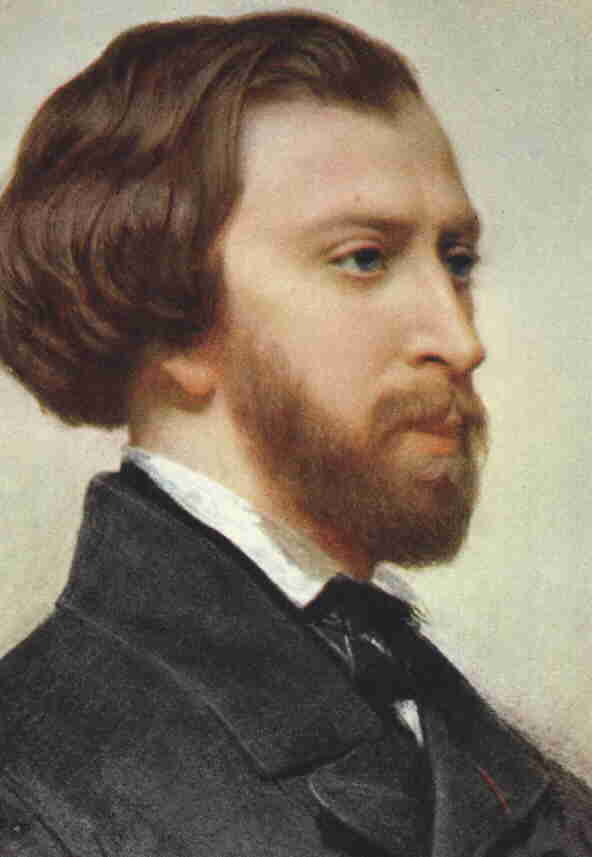
Musset.

Le texte de théâtre connaît cependant un nouveau souffle avec le drame romantique qui s'impose durant une décennie de 1830 à 1840. Il est théorisé par Victor Hugo dans la Préface de Cromwell, qui paraît en 1827.
Il prône une esthétique de la sensibilité ainsi que le rejet des règles classiques de lieu et de temps. Aussi, Hugo veut un mélange des genres et des tons : c'est-à-dire le mélange entre la comédie et la tragédie : la définition du drame pour Hugo.
Il recherche la couleur locale en plaçant ses drames aux XVIe – XVIIe siècles dans des pays exotiques (Espagne, Italie), afin de faire voyager le spectateur et d'établir une critique feinte de la société française.
Enfin, Hugo mélange le sublime (du personnage, dans ses actes ou exploit par exemple) et le grotesque (de sa condition sociale), et cette dualité se veut vraisemblable : elle est censée représenter l'Homme dans sa pleine nature.
Les principales œuvres de cette période sont : Hernani (1830) et Ruy Blas (1838) de Victor Hugo, On ne badine pas avec l'amour (1834) et Lorenzaccio (1834 - non représenté) de Musset, Chatterton (1835) de Vigny, Kean (1831) et La Tour de Nesle (1832) d'Alexandre Dumas père; et un peu plus tard, La Dame aux camélias d'Alexandre Dumas fils (adapté en 1852 de son propre roman).
Le théâtre romantique, complexe à représenter et passé de mode, cédera ensuite la place au mélodrame aux effets forcés avec rebondissements et victoire des bons sur les méchants qui en feront un genre populaire à grand succès, mais que ne retient guère l'histoire littéraire.
D'autres formes de théâtre vont cohabiter dans la suite du siècle, par exemple le théâtre de boulevard avec le vaudeville qui associe divertissement et satire conventionnelle et qu'illustrent Labiche, Courteline ou Feydeau. Le théâtre musical s'installera lui aussi dans la deuxième moitié du siècle avec l'opérette et l'opéra comique que représentent bien les œuvres d'Offenbach.

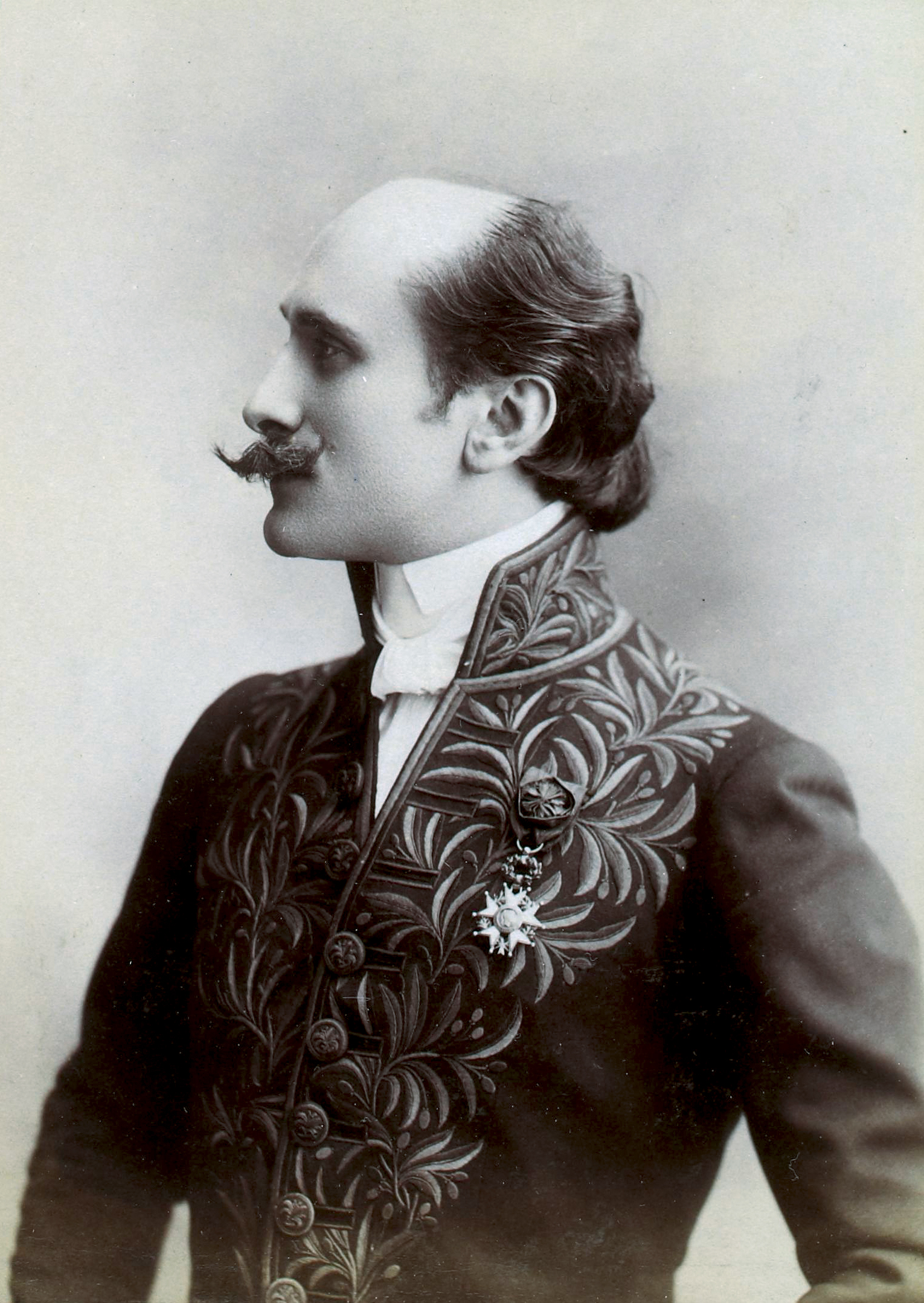
Edmond Rostand.

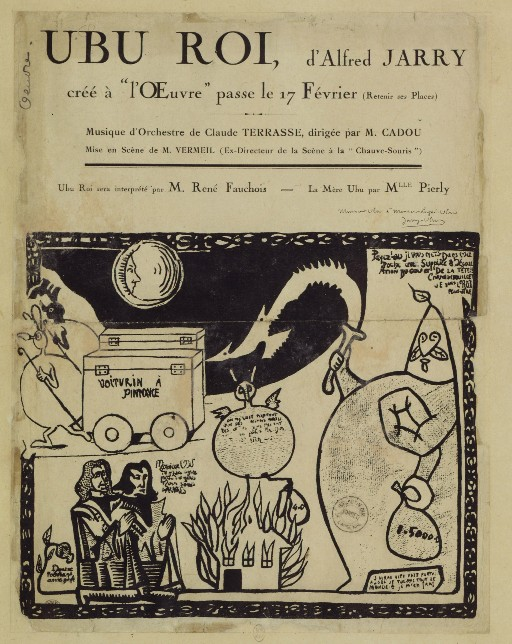
Ubu roi – Alfred Jarry

L'histoire littéraire garde le souvenir de tentatives de renouvellement à la fin du siècle comme le Théâtre-Libre et le théâtre naturaliste et son regard sombre sur le monde contemporain (Henry Becque : Les Corbeaux - 1882, Octave Mirbeau : Les affaires sont les affaires - 1903) ou le théâtre symboliste avec sa force de suggestion et ses correspondances poétiques (Pelléas et Mélisande de Maeterlinck en 1892 que mettra en musique Debussy).
On retient également quelques autres aspects originaux de la période comme le théâtre de provocation burlesque d'Alfred Jarry (Ubu roi – 1888), le théâtre à la fois lyrique et épique, d'Edmond Rostand avec ses alexandrins flamboyants (Cyrano de Bergerac -1899, L'Aiglon - 1900) ou les premières œuvres, catholiques et patriotiques, de Charles Péguy (Jeanne d'Arc - 1897).

### Les romans duXIXesiècle
Le roman va devenir le genre dominant par sa diffusion massive entretenue par l'instruction publique croissante et le développement de la presse et des feuilletons dans la deuxième moitié du siècle. La plupart des romanciers sont issus de la bourgeoisie et vivent désormais de leur plume (parfois très bien comme Hugo, Maupassant ou Zola…). Le roman devient un genre attrape-tout autour d'une base minimum : récit en prose, d'une longueur relativement importante, comportant une part d’imaginaire et s'attachant à des moments de vie des personnages. La typologie est évidemment discutée mais quelques grandes lignes de force sont bien définies.

#### Le roman du moi

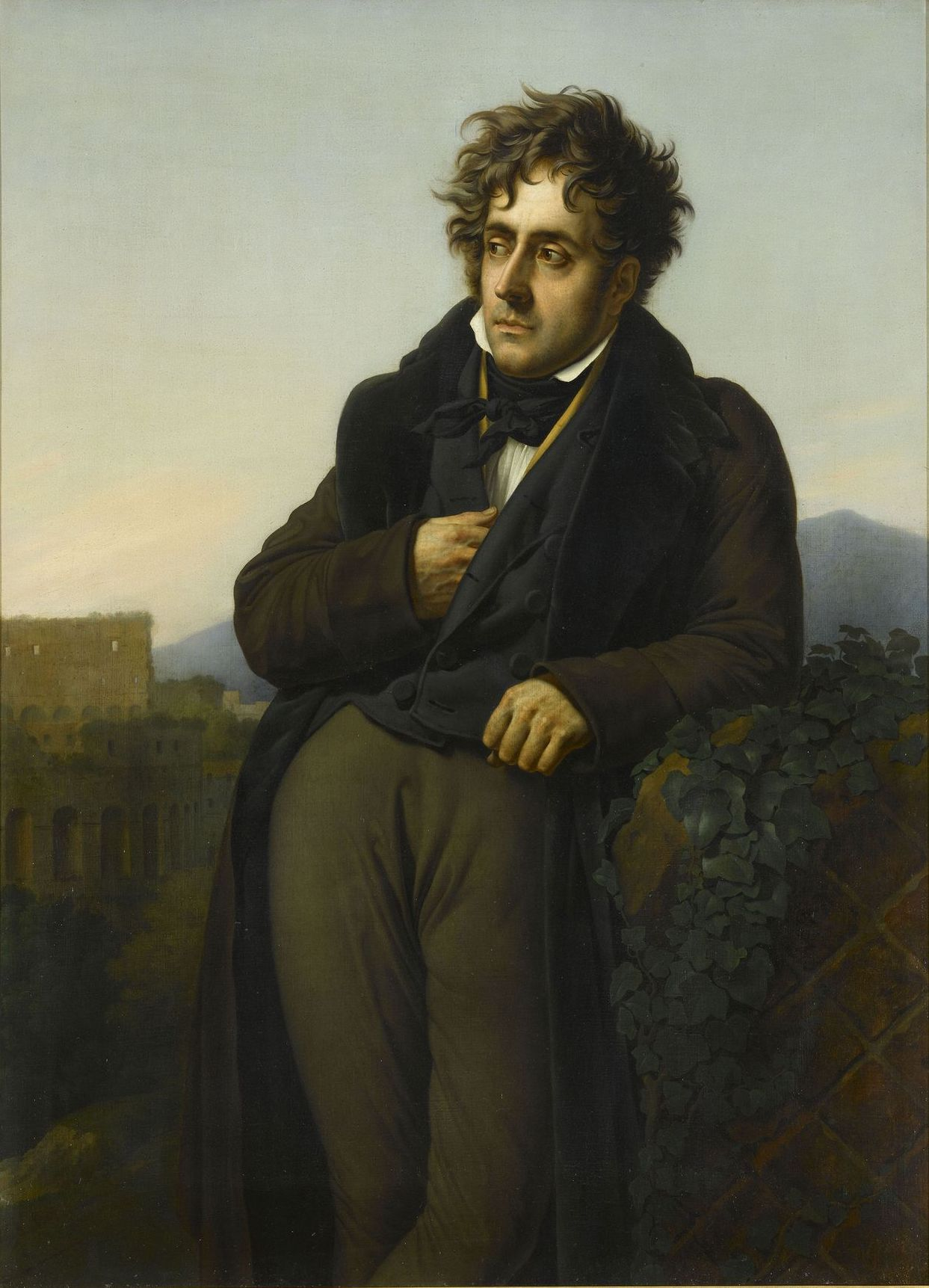
Chateaubriand

Voisin de l'autobiographie qu'illustre l'imposant Mémoires d'outre-tombe de Chateaubriand (1848), le roman autobiographique à la première personne marque le début du siècle avec le goût pour la confession intime cachée derrière un prête-nom, en associant lyrisme et narcissisme pour explorer le mal de vivre d'une génération. Il constitue l'un des apports importants du romantisme à la littérature avec des œuvres personnelles comme René (Chateaubriand -1802), Corinne (Madame de Staël -1807), Adolphe (Benjamin Constant -1816) ou La Confession d'un enfant du siècle (Musset – 1836).

#### Le roman historique

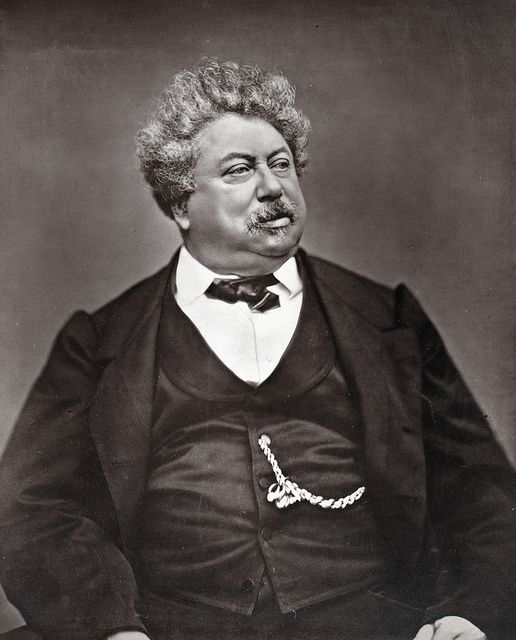
Dumas père.

Walter Scott a mis à la mode le genre du roman historique. Les écrivains y cultivent nostalgie et pittoresque avec un souci de documentation (parfois pesante) et de recréation du passé en mêlant personnages et faits imaginés à des personnages et des actions historiques. Quelques titres exemplaires : Les Chouans (Balzac - 1829), Cinq-Mars (Vigny – 1828), Notre-Dame de Paris (Hugo – 1831), Les Trois Mousquetaires (Alexandre Dumas père – 1844), Le Bossu (Paul Féval – 1858). Le genre se prolonge tout au long du siècle avec quelques œuvres notables comme Le Roman de la momie (Gautier – 1857), Salammbô (Flaubert – 1862), Quatrevingt-treize (Hugo – 1874)… Il est cependant concurrencé par le genre voisin du roman-feuilleton qui fait la fortune de la presse et le bonheur des prosateurs comme Eugène Sue avec ses Les Mystères de Paris  (1842-1843) et sa fresque pittoresque et moraliste de la société du temps.

#### Le roman réaliste
Le roman réaliste est une catégorisation sujette à caution, et largement rediscutée de nos jours. Mais on peut retenir un objectif esthétique clair : il s'agit de produire un « effet de réel » en peignant avec un souci constant du détail et de la vraisemblance les décors, les personnages et les faits. Les expressions de Stendhal (roman = miroir) ou de Balzac (romancier = historien du présent) montrent dans la première moitié du siècle une voie qu'approfondiront Gustave Flaubert et Maupassant (préface de Pierre et Jean), puis Zola et son naturalisme. Le roman du XIXe siècle fera parallèlement une large place au roman d'apprentissage, en accompagnant les débuts dans la vie sociale des personnages.
La fin du siècle est marquée cependant par une réaction contre ce réalisme jugé trop « bas » et par une attitude « idéaliste » associée à un retour à la perspective religieuse avec Huysmans (À Rebours - 1884), Léon Bloy (Le Désespéré - 1886) ou Maurice Barrès (Les Déracinés -1897). D'autres ouvertures apparaissent comme l'exotisme, impressionniste et réaliste à la fois, de Pierre Loti (Pêcheur d'Islande- 1886) et la naissance du roman d'analyse « pré-proustien » avec Paul Bourget (Le Disciple - 1889) ou Anatole France (Le Lys rouge - 1894).

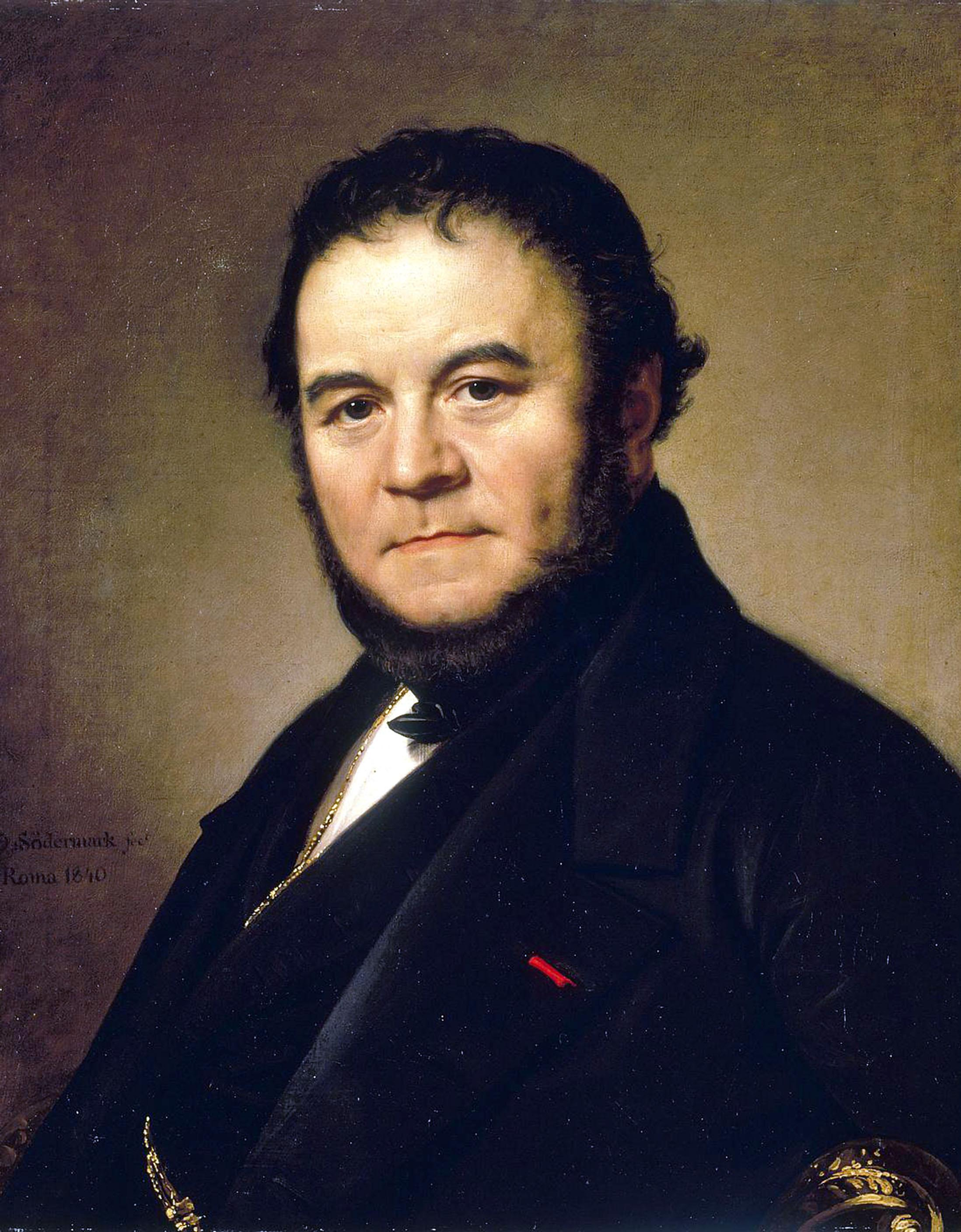
Stendhal.

Stendhal (1783-1842) a laissé des romans importants, avec des figures emblématiques comme Julien Sorel ou Fabrice del Dongo dans Le Rouge et le Noir (1830) et La Chartreuse de Parme (1839) en laissant inachevé Lucien Leuwen (1835). Entre romantisme et réalisme, l'étiquette qu'on lui attribue est elle aussi discutable.

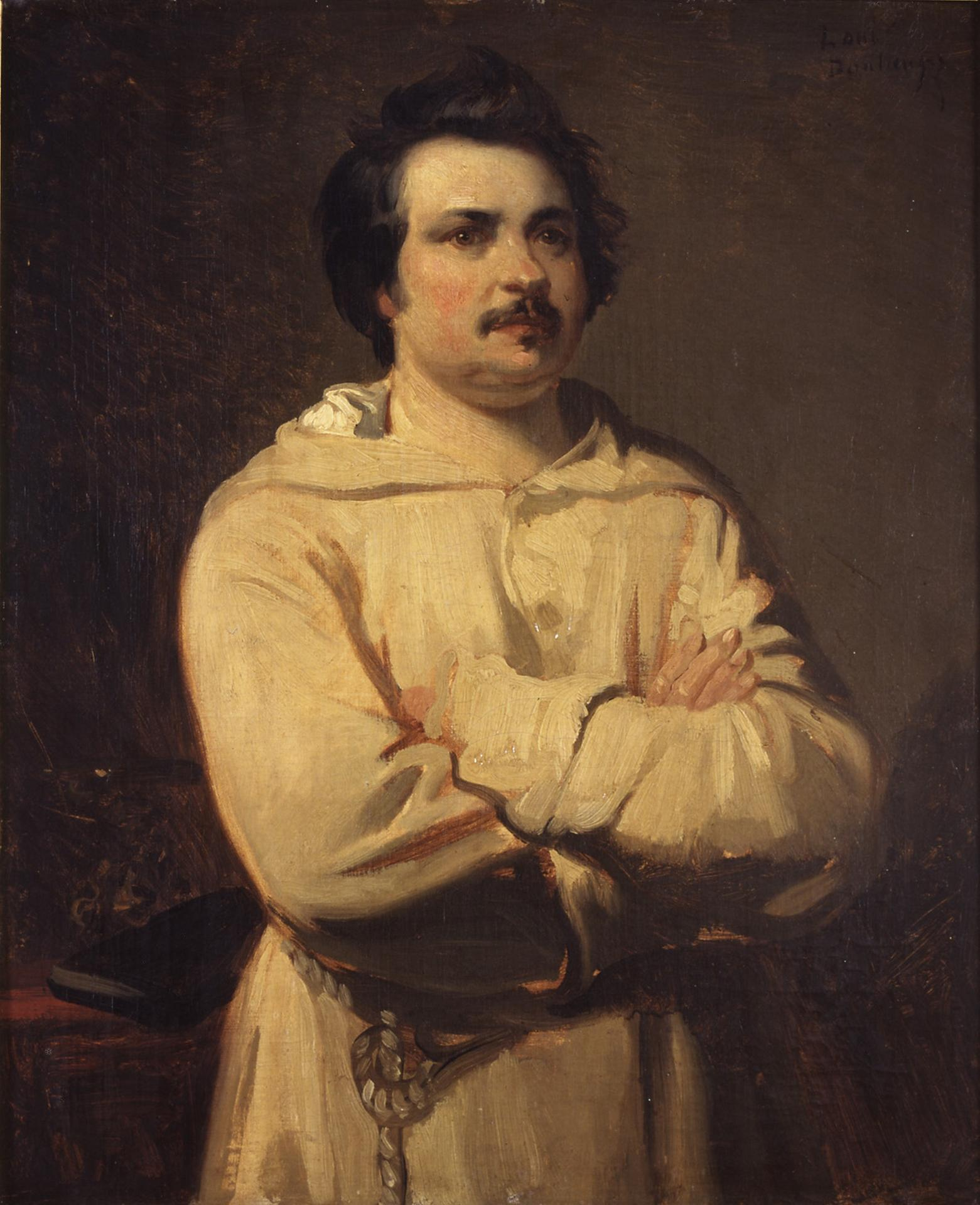
Balzac.

Honoré de Balzac (1799-1850) est un créateur d'exception, auteur d'une œuvre immense qu'il intitulera tardivement La Comédie humaine en classant en trois groupes les 91 romans, contes et nouvelles écrits entre 1829 et 1848. Le groupe le plus important (de très loin) est celui des études de mœurs découpées en « scènes de la vie privée » (Le Père Goriot, Le Colonel Chabert…), « scènes de la vie de province » (Eugénie Grandet, Le Lys dans la vallée, Illusions perdues), « scènes de la vie parisienne » (César Birotteau, La Cousine Bette…), « scènes de la vie politique » (Une ténébreuse affaire…), « scènes de la vie militaire » (Les Chouans…) et « scènes de la vie de campagne » (Le Médecin de campagne…). On trouve ensuite les études philosophiques (La Peau de chagrin, Louis Lambert, Le Chef-d'œuvre inconnu…), ces dernières œuvres ramenant davantage au fantastique et au mysticisme qu'au réalisme. La Comédie humaine comprend aussi des études analytiques (la Physiologie du mariage).

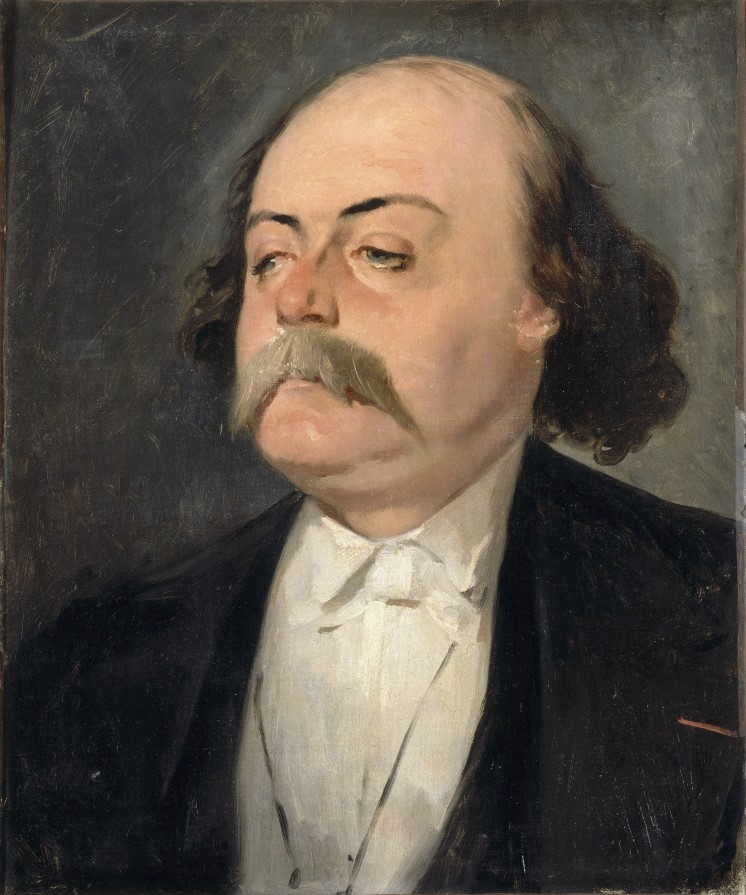
Flaubert.

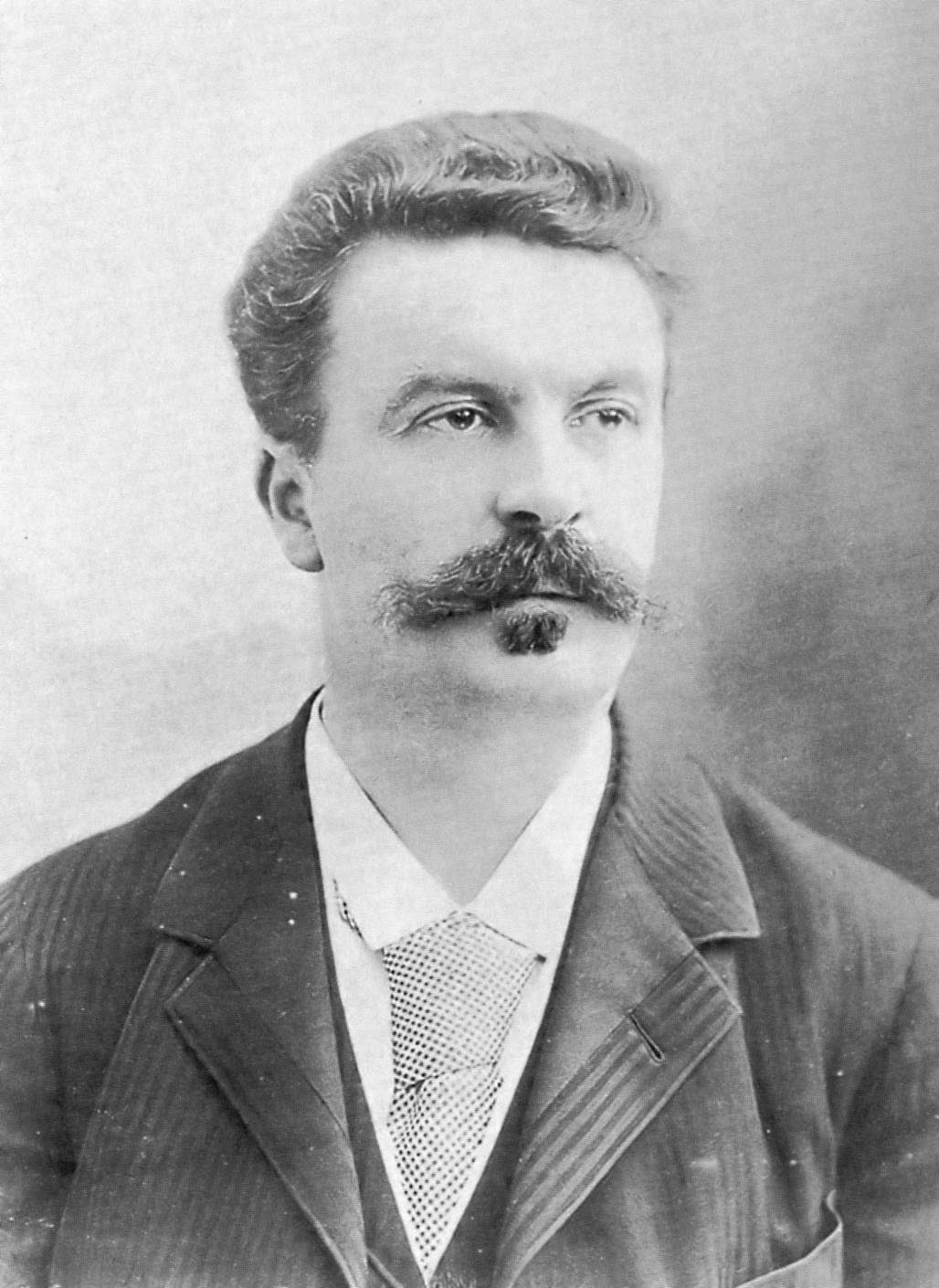
Maupassant.

La génération suivante amplifiera cette approche réaliste avec Gustave Flaubert (1821-1880) dont on doit mentionner au moins deux chefs-d’œuvre où apparaissent aussi son souci de la perfection du style et son ironie pessimiste : Madame Bovary (1857) et L’Éducation sentimentale (1869). Son « disciple », Guy de Maupassant (1850-1893), maître incontesté de la nouvelle, s'est essayé également au roman en approfondissant les observations psychologiques et sociologiques comme dans Pierre et Jean (1888), Une Vie (1883) et surtout Bel-Ami (1885).
De nombreux romanciers participent aussi à la création romanesque dans la seconde moitié du siècle. Les frères Goncourt (Edmond et Jules) avec leur minutie descriptive et leur écriture « artiste » (Germinie Lacerteux – 1865), Alphonse Daudet (Le Petit Chose – 1868) et Jules Vallès (L’Enfant – 1879) se rattachent au genre réaliste. Jules Verne aborde les romans d'aventure et d'anticipation avec Cinq semaines en ballon en 1863.

#### Le roman social

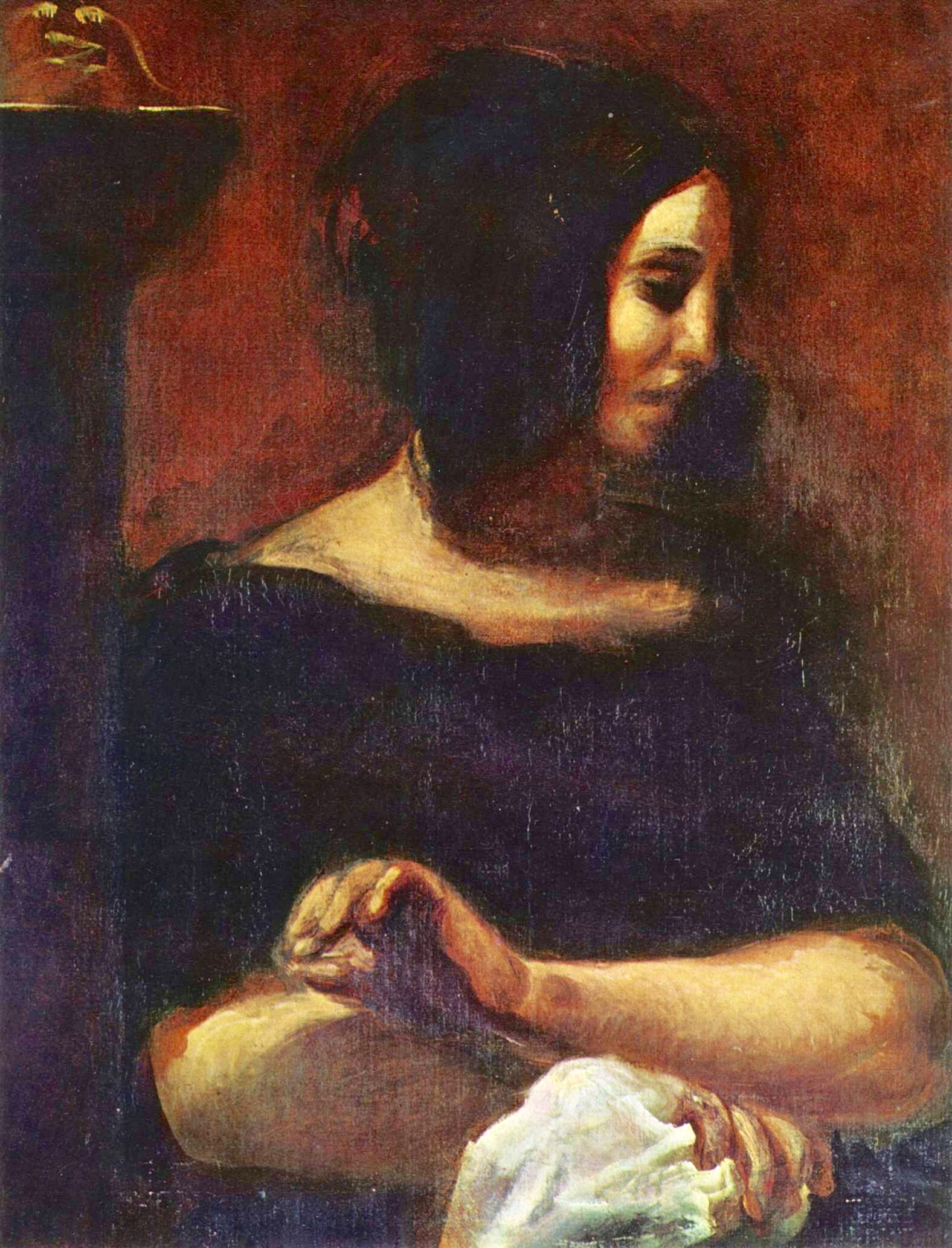
George Sand.

À côté de ces œuvres phares de la première moitié du XIXe siècle, le roman social (et champêtre parfois) trouve sa place dans la littérature avec les textes de George Sand (Consuelo – 1842, La Mare au diable -1846, La Petite Fadette – 1849) et, un peu plus tard, avec la grande fresque humaniste de Victor Hugo, Les Misérables (1862).

#### Le roman naturaliste

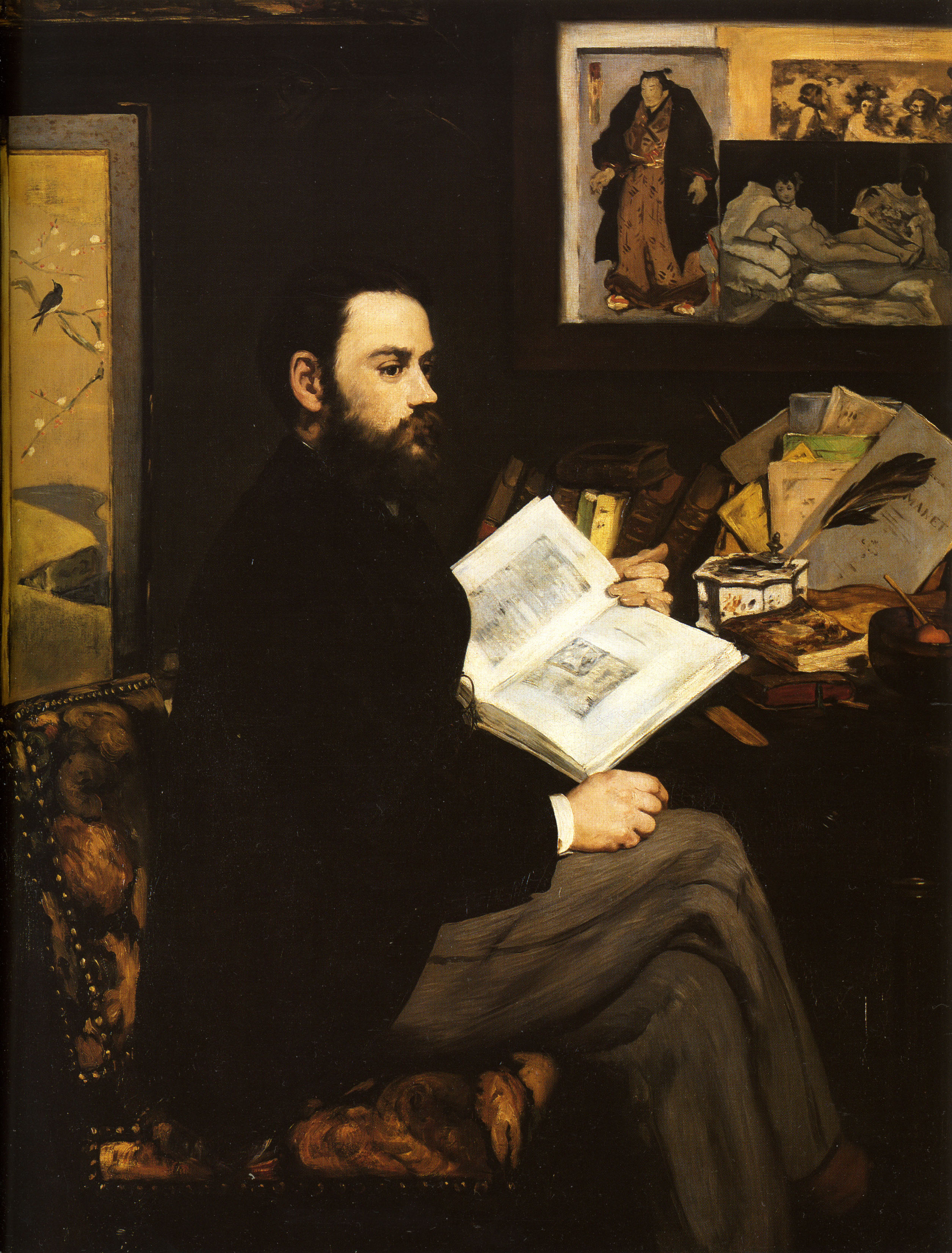
Émile Zola.

Émile Zola (1840-1902) est le dernier très grand romancier du siècle : il théorise dans le Roman expérimental (1880) le naturalisme et donne au réalisme extrême, au-delà même des bienséances et en prenant en compte la physiologie, une ambition scientifique en voulant montrer l'influence des milieux sur les individus. Son œuvre, Les Rougon-Macquart (sous-titrée Histoire naturelle et sociale d'une famille sous le Second Empire) est une somme romanesque de 20 volumes présentant à travers cinq générations successives les conséquences du déterminisme physiologique et social et les manifestations diverses d'une tare initiale. Ses romans puissants, souvent dramatiques et parfois épiques, montrent un tableau critique de la société du Second Empire avec la dénonciation de l'immoralisme des nantis comme dans La Curée (1872), Nana (1879), L’Argent (1891)… et sa compassion pour le peuple et ses souffrances individuelles et collectives, par exemple Gervaise dans L'Assommoir (1877), les paysans dans La Terre (1887), les mineurs dans Germinal (1885), les soldats dans La Débâcle (1892)…

#### La nouvelle et le conte

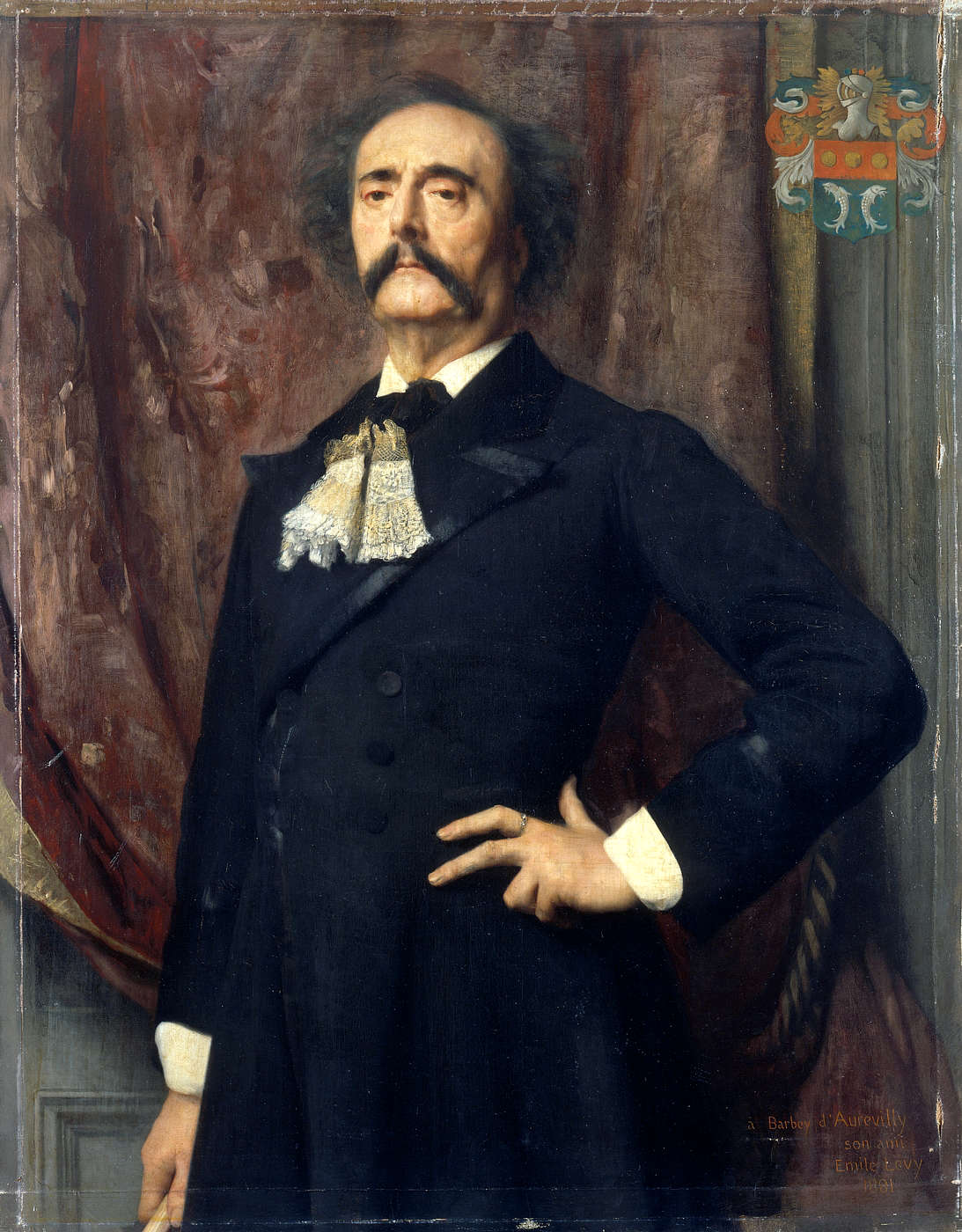
Barbey d'Aurevilly.

Le genre narratif est aussi, tout au long du siècle, largement représenté par la nouvelle qui exploite aussi bien l'approche réaliste que la veine fantastique : les grands romanciers ont laissé des traces importantes. Le conte est aussi un mode d'expression, surtout le conte fantastique dont la mode est lancée en France dès 1829 par la traduction des textes d'Ernst Theodor Amadeus Hoffmann publié en France en 1829 par Honoré de Balzac qui s'en inspire, entre autres pour Maître Cornélius, l'Élixir de longue vie. L'influence de Hoffmann se fait sentir également sur Théophile Gautier dans les Contes fantastiques, Prosper Mérimée pour La Vénus d'Ille, Colomba. Guy de Maupassant poursuivra dans la même veine, mais avec un autre style dans Les Contes de la bécasse, Le Horla, Barbey d'Aurevilly dans Les Diaboliques, Villiers de l'Isle-Adam dans Contes cruels.

### Liens connexes
- Société des auteurs et compositeurs dramatiques
- Théâtre en France de la Révolution à 1830

#### Listes
- Liste des mouvements littéraires
- Liste d'écrivains de langue française par ordre chronologique, Liste d'écrivains de langue française par ordre alphabétique
- Liste de poètes de langue française, Liste chronologique de poètes
- Dramaturges par ordre chronologique, Dramaturges par ordre alphabétique
- Liste de philosophes par année de naissance

#### Catégories
- Dramaturges français du XIXe siècle, Dramaturges françaises du XIXe siècle
- Essayistes français du XIXe siècle, Essayistes françaises du XIXe siècle
- Nouvellistes français du XIXe siècle, Nouvellistes françaises du XIXe siècle
- Poètes français du XIXe siècle, Poétesses françaises du XIXe siècle
- Romanciers français du XIXe siècle, Romancières françaises du XIXe siècle
- Épistoliers du XIXe siècle, Épistolières du XIXe siècle
- Auteurs français de littérature d'enfance et de jeunesse
- Catégorie:Liste d'écrivains, Catégorie:Écrivain français, Catégorie:Écrivain français par genre, Catégorie:Écrivain français par siècle
- Catégorie:Liste en rapport avec la littérature, Catégorie:Liste d'œuvres littéraires
- Catégorie:Chronologie de la littérature, Catégorie:Littérature française du XIXe siècle
- Femmes de lettres françaises du XIXe siècle (en)
- XIXe siècle au théâtre, Pièces de théâtre du XIXe siècle